# Faneroméni (Tríkala)
Pour les articles homonymes, voir Faneroméni (Héraklion) et Monastère de Faneromeni.
Faneroméni (grec moderne : Φανερωμένη) est une localité située dans le dème de Farkadóna, dans le district régional de Tríkala, dans la périphérie de Thessalie, en Grèce.
Selon le recensement de 2021, elle compte 338 habitants.